# La, la, la
La, la, la va ser la cançó guanyadora del Festival de la Cançó d'Eurovisió 1968. Va ser interpretada per Massiel al Royal Albert Hall de Londres, la nit del 6 d'abril, representant Espanya. La cançó va ser composta per Ramón Arcusa i Manuel de la Calva, integrants del Dúo Dinámico.

## Història

### Controvèrsia
L'elecció de l'intèrpret que havia de representar Espanya al Festival va ser fruit d'una gran controvèrsia. Joan Manuel Serrat, el primer elegit, va anunciar uns dies abans del festival el seu desig d'interpretar part del tema en català, i Televisió Espanyola s'hi va negar, tot i que Serrat ja havia gravat el tema en diversos idiomes i l'havia promocionat a Europa. Per aquest motiu, Massiel, que era l'altra cantant estrella de la casa discogràfica on estava Serrat, va ser escollida per interpretar la cançó. Va haver de tornar a corre-cuita de Mèxic, on hi estava feia diversos mesos de gira en companyia del seu pare, que era alhora el seu promotor, i va viatjar a Espanya per, en tan sols dues setmanes, aprendre's la cançó, gravar-la en diversos idiomes i promocionar-la a Londres. Als cors, i com inicialment estava previst, es va confirmar la presència del Trio La, La, La.

### Victòria a Eurovisió
La victòria del «La, la, la» al Festival també va estar plena d'emoció. Al moment de la penúltima votació, corresponent al jurat d'Alemanya, el Regne Unit encapçalava la classificació amb 26 punts contra els 23 d'Espanya. Alemanya va concedir 2 punts a Cliff Richard, el representant anglès, i finalment, per a sorpresa del públic, 6 a Massiel, quedant aquesta 1 punt per sobre de Richard. Finalment va votar Iugoslàvia, que no va atorgar vots a cap dels dos, resultant com a guanyadora Espanya. Massiel va rebre el premi de mans de l'anterior vencedora, l'anglesa Sandie Shaw, convertint-se en l'única guanyadora espanyola del Festival en solitari, ja que a l'edició de l'any següent, celebrada a Madrid, encara que va guanyar Salomé, hi va haver un quàdruple empat.
Després de la victòria i el seu retorn a Espanya, on va ser rebuda amb entusiasme, Massiel es va negar a recollir el Lazo d'Isabel la Catòlica de mans de Francisco Franco, cosa que li va valer, segons va declarar la cantant, gairebé un any de veto a TVE.

## Polèmica
Aquesta victòria va anar acaparant sospites, especialment quan el periodista José María Íñigo, que va viure el triomf de Massiel des de Londres com a enviat de l'emissora Cadena SER, va fer unes declaracions sobre una suposada pràctica habitual a l'època de fer favors a Europa a canvi de vots per al festival, però que no al·ludien a aquest cas en concret.